# Puerto Silencio
Puerto Silencio es una novela del escritor colombiano Fernando Soto Aparicio, publicada en 1974. Abordando la búsqueda del placer sensual por parte de las mujeres —tema poco discutido en la década de los años 1970—, la novela se centra en el matriarcado tóxico que estableció Pastora Santos, dueña de la hacienda y madre de cuatro hijas a las que impuso su filosofía basada en la castidad extrema y el odio hacia todo lo masculino. Es considerada una de las mejores novelas de Soto Aparicio, junto a La rebelión de las ratas (1962), Mientras llueve (1966) y Proceso a un ángel (1977).

## Argumento
Pastora vive con Candelaria y Librada —dos de sus cuatro hijas— en la hacienda Puerto Silencio, localizada en el municipio andino de Robledales. Su salud deteriorada ha disminuido su calidad de vida, pero todavía exhibe vitalidad. Sus otras dos hijas, María Luisa y Malvarrosa, deciden visitarla. María Luisa viene de Bogotá con Benjamín, su marido, sus dos hijas y Simón, amigo de su esposo. Malvarrosa regresa de Europa, donde estuvo estudiando psicología; discute con sus hermanas mayores, quienes le reprochan el aparente libertinaje en el que ha vivido. Mientras la familia Fernández Santos convive, va desmadejándose la realidad de sus relaciones interpersonales.

## Personajes
- Pastora Santos Nolasco. Dueña de la hacienda de Puerto Silencio, viuda de Absalón y matriarca de la familia Fernández Santos.
- Malvarrosa. Hija menor de Pastora. Se marchó a Europa para estudiar psicología. Regresa al país buscando que su madre le dé dinero para radicarse en España.
- María Luisa, "Marilú". Hija de Pastora, esposa de Benjamín y madre de Esmeralda y Ernestina.
- Candelaria. Hija mayor de Pastora.
- Librada. Hija de Pastora y la única en la que su madre logró implantar su filosofía.
- Padre Soledad. Tiene setenta y vive con el padre Salvador en la capilla de San Cayetano. Es el confesor de Pastora. Se muestra en contra de las posturas de su colega, aunque termina confesándole algo relacionado con Lázaro y una de las hijas de Pastora.
- Padre Salvador. Su juventud lo hace estar de acuerdo con ideas progresistas como el divorcio. Censura las acciones de Pastora y sus hijas ante el padre Soledad.
- Lupe Triana. Empleada doméstica de la Casa Nueva y ayudante de Lola, con quien comparte la pieza. Practica la brujería junto a Belial, su gato. Fuma marihuana.
- Dolores, "Lola". Ama de llaves de la Casa Nueva y empleada de Pastora desde su juventud. Censura a Lupe por sus creencias y hábitos.
- Simón Lacruz. Amante de Marilú y padre de Ernestina. Se hace amigo de Benjamín para estar más cerca de su hija.
- Benjamín Montero. Marido de Marilú y padre de Esmeralda. Labora como abogado en Bogotá.
- Absalón Fernández. Recibió la hacienda de Puerto Silencio, adquirida por sus bisabuelos de forma ilícita y legalizada por sus abuelos. Esposo de Pastora y padre de sus cuatro hijas; murió de un infarto tras vivir ninguneado por su mujer.
- Jerónima Guerrero. Hija de empleados que sirvieron a los padres de Absalón, quien la tomó como querida. Termina viviendo el la Casa Vieja con su hijo.
- Leonardo Guerrero. Hijo ilegítimo de Absalón, quien no lo pudo reconocer debido a la presión que Pastora ejerció sobre las autoridades eclesiásticas y notariales de Robledales. Jerónima, su madre, trata de sembrar en él la idea de que debe pelear por recibir algo de lo que dejó su padre. Se enamora de Lupe.
- Esmeralda. Tiene trece años. Utiliza faldas cortas, al igual que su madre, para captar la atención de los hombres, lo que capta la atención de sus tías y el padre Salvador. Lupe la involucra en sus rituales y la hace fumar marihuana con ella en las ruinas de la capilla de Santa Jesús de la Palma.
- Ernestina. Hija de Marilú y Simón, aunque lleva el apellido de Benjamín. Tiene ocho años, y su parecido con su padre delata a su madre.
- Antonio Ramos. Asistente de Pastora. Uno de los pocos hombres a los que le permite la entrada en su casa.
- Doctor Javier Saldúa. Médico de cabecera de Pastora.
- Concepción y Arcadia. Ayudantes en la cocina de la Casa Nueva.
- Lázaro Quiroga. Administra el aserradero de Puerto Silencio. Al igual que Jerónima, odia a muerte a Pastora.
- Librada Nolasco viuda de Santos. Madre de Pastora, a quien abandona desde los seis años pese a no dejar de vivir con ella.
- Inocencia. Cocinera de Librada Nolasco, la madre de Pastora. Le brindó compañía a la niña Pastora, aunque terminó corrompíendola.
- Ricarsinda. Hermana mayor de Pastora, quien envenena a la madre contra la hermana menor. Termina matrimoniándose con su primo, de quien Pastora estaba enamorada.
- Lorena. Amiga de Malvarrosa. La hospeda a ella y a Sim en Barcelona tras su regreso de Colombia.

## Información
La historia transcurre en la hacienda "Puerto Silencio" del ficticio municipio de Robledales, en Bogotá y en Barcelona. El contenido está dividido en treinta y cuatro partes, narradas en primera y tercera persona; cada sección viene con el nombre de uno de los personajes femeninos de la historia, narrando hechos de tiempos diferentes.